# Elasticitet (økonomi)
 For alternative betydninger, se Elasticitet. (Se også artikler, som begynder med Elasticitet)
Elasticitet udtrykker i økonomisk teori forhold mellem de relative (procentuelle) ændringer i to variable. Der kan kun meningsfuldt eksistere en elasticitet, hvis der også er en årsagssammenhæng mellem variablerne.
Hvis for eksempel efterspørgslen på en vare falder med 2% (= -2%) når prisen stiger 1%, er efterspørgselselasticiteten -2. I økonomi regnes elasticiteter dog tit uden fortegn.
Elasticiteten måles som ("y-elasticiteten af x"):
{\displaystyle E_{x,y}={\frac {\frac {dx}{x}}{\frac {dy}{y}}}={\frac {dx}{dy}}{\frac {y}{x}}}
Såfremt den numeriske værdi er større end én, siges forholdet mellem variablene at være elastisk; er det under én, er forholdet uelastisk. Hvis den numeriske værdi er akkurat en, siges forholdet at være enhedselastisk.
I praksis er følgende elasticiteter mest anvendt:
- (Egen)priselasticiteten for efterspørgslen: Hvor meget den efterspurgte mængde ændrer sig ved prisændringer.
- (Egen)priselasticiteten for udbuddet: Hvor meget den udbudte mængde ændrer sig ved prisændringer.

Både priselasticiteten for efterspørgslen og for udbuddet er afhængige af tidshorisonten. På længere sigt er de typisk mere elastiske, da køberne har tid til at finde substitutter, mens producenterne kan udvide eller afhænde deres faste kapital og derved udvide eller formindske deres produktionskapacitet.
Mængden af tætte substitutter har også stor betydning for efterspørgslens priselasticitet. For eksempel kan man i stedet for kaffe drikke te, mens æg er en madvare uden tætte substitutter, og derfor er efterspørgslen efter kaffe mere elastisk end efterspørgslen efter æg.
Dette betyder også, at det har stor betydning hvor snævert markedet er. Efterspørgslen efter sko som sådan er ret uelastisk, da alle har brug for sko, mens det for lige præcis for eksempel Nike-sko er ret elastisk, da der findes mange alternativer i form af Adidas–sko, Reebok-sko, osv.
Indenfor regnskabsanalysen anvendes til tider løftestangseffekter – disse er i virkeligheden også elasticiteter.
|               | Elastisk efterspørgsel Ep < -1 | Uelastisk efterspørgsel, -1 < Ep < 0 |
| ------------- | ------------------------------ | ------------------------------------ |
| Prisen stiger | Omsætningen falder             | Omsætningen stiger                   |
| Prisen falder | Omsætningen stiger             | Omsætningen falder                   |

## Midtpunktsmetoden
%-vise ændringer er ikke det samme når man går fra A til B, som når man går fra B til A. Derfor bruges midtpunktsmetoden til, ud fra grafer hvis ligning man ikke har, at beregne elasticiteten:
{\displaystyle E_{el}={\frac {(Q_{2}-Q_{1})/[(Q_{2}+Q_{1})/2]}{(P_{2}-P_{1})/[(P_{2}+P_{1})/2]}}}

## Indkomstselasticitet
Indkomstelasticiteten er en efterspørgselselasticitet, som måler ændringen i efterspørgsel på ét gode i forhold til ændringen i den samlede indtægt.
- Indkomstelasticitet = %-vis ændring i efterspurgt mængde / %-vis ændring i samlet indkomst

Indkomstelasticitetens fortegn afgøres af varens type:
- Inferiøre goder har negativ indkomstelasticitet – jo mere husholdningen tjener, jo mindre købes af disse, idet man skifter til bedre kvalitet.
- Normale goder har positiv indkomstelasticitet – når indkomsten stiger, forbruges mere.
- Luksusgoder har en positiv indkomstelasticitet og er elastiske – forbruget af luksus stiger relativt mere end indkomsten.

## Krydspriselasticitet
Krydselasticitet er en efterspørgselselasticitet, som måler ændringen i efterspørgsel på ét gode i forhold til prisændringen på et andet gode.
- Krydspriselasticitet = %-vis ændring i efterspurgt mænge af vare 1 / %-vis ændring i pris på vare 2

Krydspriselasticitetens fortegn afgør om varerne er hhv. substitutter eller komplementer:
- Komplementer: Krydspriselasticiteten er negativ, da en prisstigning på vare 2 (for eksempel en computer) fører til, at der bruges mindre af vare 1 (for eksempel software), fordi disse to varer hænger sammen – komplementerer hinanden. Modsat fører et prisfald på vare 2 til en stigning i forbruget af vare 1.
- Substitutter: Krydspriselasticiteten er positiv, da en prisstigning på vare 2 (for eksempel en kartofler) fører til, at der bruges mere af vare 1 (for eksempel ris og pasta), fordi de to varer opfylder det samme behov og man derfor kan bytte den ene ud med den anden – substituere den ene med den anden. Modsat fører et prisfald på vare 2 til et fald i forbruget af vare 1.

Krydspriselasticiteten er meget tidsafhængig, da mange varer har få substitutter på kort sigt, men mange på lang sigt. En prisstigning på benzin har for eksempel en langt store betydning for forbruget af miljøvenlige biler på lang sigt.

## Egenpriselasticitet og samlet indtægt (provenu)
Egenpriselasticiteten spiller en stor rolle i forbindelse med den samlede indtægt. De samlede indtægter måles som mængden gange prisen ({\displaystyle P*Q}). Hvis egenpriselasticiteten er uelastisk vil det procentvise fald i den efterspurgte mængde være mindre end den procentvise prisstigning og de samlede indtægter vil derfor stige ved en prisstigning. Hvis priselasticiteten er elastisk vil det procentvise fald i den efterspurgte mængde være større end den procentvise prisstigning og de samlede indtægter vil derfor falde ved en prisstigning. Er priselasticiteten enhedselastisk vil de samlede indtægter være konstante.
Dette resultat er især interessant, fordi de fleste efterspørgselskurver ikke har den samme elasticitet over det hele. For eksempel er en lineær efterspørgselskurve i følgende rækkefølge både elastisk, enhedselastisk og uelastisk alt efter hvor på kurven man befinder sig. Dette skyldes at forholdet mellem prisen og mængden (og derfor den procentvise ændring) forandrer sig i løbet af kurven, mens hældningen er konstant. Deraf kan det også sluttes, at en monopolist, der har en lineær afsætningskurve, har den største indtægt, hvor egenpriselasticitet er enhedselastisk (da det enten ellers ville kunne betale sig at sætte prisen op eller ned).
Selvom udgangspunkter er det samme mht. pris og mængde, kan efterspørgslens priselasticitet i udgangspunktet altså være afgørende for om prisstigninger øger eller formindsker det samlede forbrug.
Overstående figur viser hvordan en produktivitetsstigning (hvor udbudskurven rykker til højre) i første omgang (hvor efterspørgslens priselasticitet er ret uelastisk) fører til et kraftigt prisfald. På længere sigt (hvor efterspørgslens priselasticitet er mere elastisk) stiger prisen lidt igen, mens mængden øges yderligere. På kort sigt fører produktivitetsstigningen altså til mindre samlede omsætning (da 150 * 5 < 250 * 4), mens den på længere sigt fører til større samlet omsætning (da 200 * 7 > 250 *4).